# Pavel Telička
Pavel Telička (* 24. srpna 1965 Washington, USA) je český politik, bývalý diplomat a lobbista, od května do listopadu 2004 člen Evropské komise, v letech 2014 až 2019 poslanec Evropského parlamentu a v letech 2017 až 2019 místopředseda Evropského parlamentu. V roce 2014 byl zvolen jako nestraník za hnutí ANO, v roce 2019 založil hnutí Hlas, jemuž do roku 2021 předsedal. V letech 2020 až 2021 také zastupitel Středočeského kraje.

## Biografie
Pochází z rodiny bývalého českého komunistického diplomata Františka Teličky, který v době jeho narození působil v kubánském oddělení velvyslanectví ČSSR ve Washingtonu. František Telička byl členem KSČ a byl evidován jako spolupracovník StB „TYL“, který sloužil pod diplomatickým krytím v Argentině, Velké Británii a USA, kde se Pavel Telička narodil.

### Studium
V roce 1986 vystudoval Právnickou fakultu Univerzity Karlovy v Praze. Vstoupil do KSČ a pracoval na Ministerstvu zahraničních věcí ČSSR. V letech 1991 až 1995 pracoval ve Stálé misi České republiky při EU. V roce 1998 se stal náměstkem ministra zahraničí a v roce 1999 1. náměstkem ministra a státním tajemníkem pro evropské záležitosti.

### Vyjednávání o vstupu ČR do EU
V době přístupových rozhovorů o vstupu České republiky do Evropské unie vedl český vyjednávací tým a poté se stal velvyslancem a vedoucím Stálé mise ČR při EU. V roce 2004 byl za Českou republiku krátce členem Prodiho Evropské komise. Proti Teličkovu jmenování eurokomisařem se neúspěšně stavěla KDU-ČSL, která kritizovala jeho komunistickou minulost.

### Podnikání
V prosinci 2004 spoluzaložil lobbistickou firmu BXL Consulting v Bruselu, které byl spolumajitelem a ředitelem. Na mimořádné valné hromadě České rugbyové unie v prosinci 2006 byl zvolen do pozice jejího prezidenta. Na tuto funkci předčasně rezignoval v květnu 2009. Od 11. září 2007 je členem představenstva těžařské společnosti New World Resources, pod níž spadá i OKD. Od prosince 2008 do prosince 2011 byl členem dozorčí rady společnosti RPG Byty.
Dne 1. dubna 2014 oznámil, že jeho firma BXL Consulting je v likvidaci (tzn. valná hromada rozhodla o likvidaci společnosti dne 7. ledna 2014). Učinil tak dle svých slov proto, aby byl čistý a jasný řez mezi podnikáním a zahájením politických aktivit.
Je členem Trilaterální komise.

### Poslanec Evropského parlamentu (od 2014)
V srpnu 2013 se stal tváří hnutí ANO, které založil Andrej Babiš. Ve volbách do Evropského parlamentu v roce 2014 pak kandidoval jako lídr tohoto hnutí. Ještě před volbami na začátku května 2014 Andrej Babiš prohlásil, že pokud ANO volby do EP vyhraje, měli by koaliční partneři přistoupit na to, že eurokomisařem za Českou republiku bude právě Pavel Telička. ANO volby skutečně vyhrálo a Telička byl zvolen poslancem Evropského parlamentu s třetím nejvyšším počtem hlasů (50 784 preferenčních hlasů, tj. 20,77 % hlasů z celé kandidátky). Dne 11. července 2014 však ANO od nominace Teličky na post českého eurokomisaře upustilo a novou kandidátkou se stala Věra Jourová, která nakonec v Komisi i zasedla.
Telička byl v Evropském parlamentu členem Výboru pro dopravu a cestovní ruch (TRAN). Byl také hlavním vyjednavačem, který úspěšně dostal ANO do Evropské frakce ALDE. Dne 18. ledna 2017 byl v prvním kole volby zvolen na dvouapůlleté období jedním ze 14 místopředsedů Evropského parlamentu, když získal 313 z celkem 680 hlasujících europoslanců. Po Miroslavu Ouzkém, Liboru Roučkovi a Oldřichu Vlasákovi se tak stal čtvrtým Čechem v této funkci.
Dne 14. května 2017 rezignoval na pozice zahraničněpolitického mluvčího hnutí ANO a předsedy jeho zahraničněpolitické komise. Funkce podle něj ztratily smysl. V říjnu 2017 zcela ukončil spolupráci s ANO, a to kvůli názorové neshodě s předsedou hnutí Andrejem Babišem. V únoru 2019 oznámil, že zakládá nové politické hnutí Hlas, za nějž bude kandidovat ve volbách do Evropského parlamentu v květnu 2019. Nakonec se stal lídrem kandidátky. Získal sice 17 448 preferenčních hlasů, ale hnutí jako celek obdrželo jen 2,38 % hlasů. V červnu 2019 byl zvolen předsedou hnutí Hlas.

### Krajský zastupitel
V krajských volbách v roce 2020 byl jakožto člen hnutí Hlas zvolen zastupitelem Středočeského kraje, a to za subjekt „Spojenci pro Středočeský kraj – TOP 09, Hlas, Zelení“. Následně byl zvolen předsedou zastupitelského klubu Spojenců pro Středočeský kraj, který byl součástí vládnoucí koalice ve Středočeském kraji. Koncem ledna 2021 však Pavel Telička zastupitelský klub Spojenců opustil kvůli neshodám ohledně obsazení uvolněného místa radního pro kulturu a stal se nezařazeným zastupitelem.

### Konec v politice
V červnu 2021 oznámil, že končí v politice. Rozhodl se vzdát všech volených funkcí včetně mandátu středočeského zastupitele za hnutí Hlas. Chtěl se plně soustředit na své podnikatelské aktivity a činnost v nevládních či občanských spolcích, už dříve rezignoval i na funkci předsedy Hlasu. Členem hnutí Hlas však zůstal.

## Politické postoje
Telička kritizoval tureckou invazi do Afrínu v Sýrii namířenou proti syrským Kurdům, která začala v lednu 2018. Telička prohlásil, že „Přestože je Turecko pro Evropskou unii strategickým partnerem, trvám na tom, že není na místě otevírat nové kapitoly přístupových rozhovorů.“

## Rugby
V prosinci 2006 byl zvolen šéfem České ragbyové unie. Tuto funkci zastával do roku 2011.

## Publikační činnost
- TELIČKA, Pavel; BARTÁK, Karel [zpravodaj ČTK v Bruselu]. Kterak jsme vstupovali. Praha: ČTK ; Litomyšl: Paseka, 2003. 267 s. ISBN 80-7185-585-5. [Publikace pojednává o vyjednávání vstupu ČR do EU.]